# 圣安托万迪凯雷
圣安托万迪凯雷（法語：Saint-Antoine-du-Queyret，法語發音：[sɛ̃.t‿ɑ̃twan dy keʁɛ]）是法国吉伦特省的一个市镇，属于朗贡区。

## 地理
圣安托万迪凯雷（44°45'47"N, 0°0'35"E）面积6.85 平方千米，位于法国新阿基坦大区吉倫特省，该省份为法国西南部沿海省份，是法國本土面积最大的省，北起滨海夏朗德省，西临大西洋，南至朗德省，东南接洛特-加龍省，东临多爾多涅省。
与圣安托万迪凯雷接壤的市镇（或旧市镇、城区）包括：杜勒宗、苏萨克、利斯特拉克德迪雷兹、莫里亚克、佩勒格吕、吕克、圣拉德贡德。

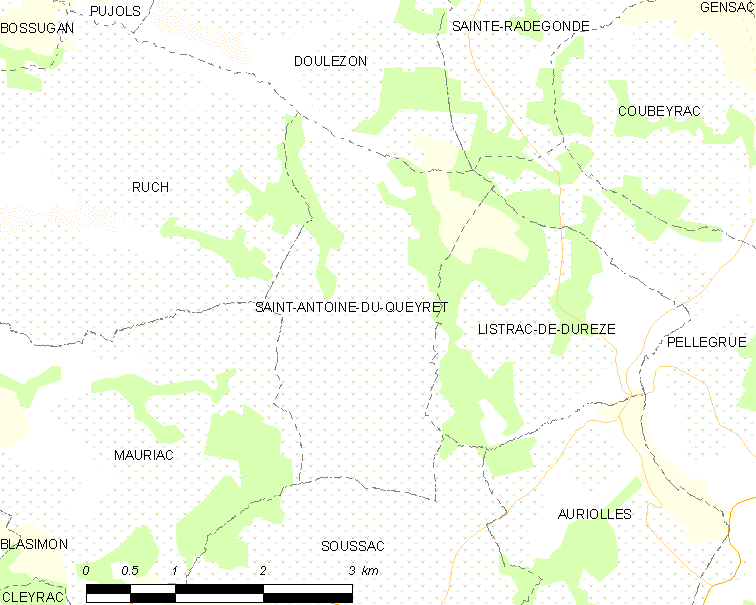
圣安托万迪凯雷的OSM定位图

圣安托万迪凯雷的时区为UTC+01:00、UTC+02:00（夏令时）。

## 行政
圣安托万迪凯雷的邮政编码为33790，INSEE市镇编码为33372。

## 政治
圣安托万迪凯雷所属的省级选区为勒雷奥莱-莱巴斯蒂德县。

## 人口

1962-2008年间圣安托万迪凯雷人口变化图示

圣安托万迪凯雷于2022年1月1日时的人口数量为60人。